# شهرستان موگیلنو
شهرستان موگیلنو (به لهستانی: Mogilno County) یک شهرستان در لهستان است که در استان کویافسکو-پومورسکی واقع شده‌است.

## خصوصیات
شهرستان موگیلنو ۶۷۵٫۸۶ کیلومترمربع مساحت و ۴۶٬۸۷۵ نفر جمعیت دارد.